# Andra Akers
Andra Akers (New York, 16 settembre 1943 – Los Angeles, 20 marzo 2002) è stata un'attrice statunitense. Apprezzata caratterista, Akers è stata attiva in campo teatrale, televisivo e cinematografico.

## Biografia
Andra Akers nacque a New York, figlia di Anthony B. Akers, ambasciatore statunitense in Nuova Zelanda, e Jane Pope, la figlia di John Russell Pope. Crebbe in Nuova Zelanda, dove frequentò la Università Victoria di Wellington e si avvicinò alla recitazione. Di ritorno a New York la Akers continuò a perfezionarsi come attrice. Nel 1968 fece il suo debutto cinematografico nel film di Brian de Palma Murder à la Mod, iniziando una carriera d'attrice che proseguì nel corso dei due decenni successivi.
Nel 1970 fece il suo debutto a Broadway nella commedia Charley's Aunt , continuando a recitare sulle scene nei musical Wanted nell'Off Broadway e Off Off Broadway, in Anything Goes a St Louis nel 1972, nella tournée statunitense di A Little Night Music nel 1974 e in Perfectly Frank a Broadway nel 1980. Si ritirò dalle scene a metà degli anni ottanta e morì nel 2002 per complicazioni dopo un'operazione chirurgica.

## Filmografia parziale
- Murder à la Mod, regia di Brian De Palma (1968)
- Oggi sposi (The Wedding Party), regia di Brian De Palma (1968)
- Attimo per attimo (Moment by Moment), regia di Jane Wagner (1978)
- Cuori nel deserto (Desert Hearts), regia di Donna Deitch (1985)
- Niente in comune (Nothing in Common), regia di Garry Marshall (1986)

### Televisione
- Visions - serie TV, 1 episodio (1976)
- Charlie's Angels – serie TV, episodio 1x12 (1976)
- Mary Hartman, Mary Hartman - serie TV, 21 episodi (1976-1977)
- In casa Lawrence (Family) - serie TV, 1 episodio (1978)
- Cuore e batticuore (Hart to Hart) - serie TV, 2 episodi (1979-1982)